# Weigel (Familienname)
Weigel ist ein deutscher Familienname.

## Herkunft und Bedeutung
Weigel ist ein Rufname und Patronym für Weig. Althochdeutsch bzw. altsächsisch bedeutet es wīg (=Kampf) zu Vollformen wie Weigand oder Weigold.

## Namensträger

### A
- Adam Weigel (1875–1965), deutscher Politiker
- Adolf Weigel (1880–1947), deutscher Schriftsteller und Dichter, siehe Ernst Droem
- Alexander Weigel (1935–2020), deutscher Dramaturg, Autor und Herausgeber
- Andreas Weigel (Literaturwissenschaftler) (* 1961), österreichischer Literaturwissenschaftler
- Andreas Weigel (Politiker) (* 1964), deutscher Politiker (SPD)
- Annika Weigel-Strebel (* 1987), deutsche Weinkönigin 2011/2012
- August Weigel (1773–1846), deutscher Buchhändler, Verleger und Antiquar

### B
- Bärbel Weigel (* vor 1960), deutsche Filmeditorin der DEFA
- Bernhard Weigel (1851–1908), sächsischer Generalmajor
- Bertram Weigel (1950–1976), deutscher Künstler
- Beverly Weigel (* 1940), neuseeländische Leichtathletin

### C
- Christian Ehrenfried von Weigel (1748–1831), deutscher Naturwissenschaftler
- Christoph Weigel der Ältere (1654–1725), deutscher Kupferstecher, Kunsthändler und Verleger
- Christoph Gottlob Weigel (1726–1794), deutscher Philologe und Hochschullehrer
- Christopher Weigel (* 1991), deutscher Koch.
- Curt Weigel-Rössler (1882–nach 1965), deutscher Schriftsteller

### D
- Detlef Weigel (Diplomat) (* 1951), deutscher Diplomat
- Detlef Weigel (* 1961), deutscher Entwicklungsbiologe
- Devon Weigel (* 1983), kanadische Schauspielerin
- Dieter Weigel (1932–2015), deutscher evangelisch-methodistischer Theologe

### E
- Eckhard Weigel (* 1942), deutscher Architekt und Politiker (CDU)
- Elvira Weigel (1927–1995), österreichische Schauspielerin
- Erhard Weigel (1625–1699), deutscher Naturwissenschaftler
- Ernst Kurt Weigel (* 1970), österreichischer Schauspieler, Autor und Regisseur
- Estelle Weigel (1914–1967), US-amerikanische Eiskunstläuferin
- Eugen Weigel (1903–1988), ehemaliger Abgeordneter der Verfassungberatenden Landesversammlung Groß-Hessen

### F
- François Weigel (* 1964), französischer Pianist, Dirigent und Komponist
- Frederick Weigel (* 2005), deutscher Leichtathlet
- Friedrich Weigel (1809–nach 1854), deutscher Drucker, Buchhändler, Verleger und Parlamentarier
- Fritz Weigel (1926–1986), deutscher Chemiker

### G
- Georg Weigel (auch: Weichel; 1594–1668), deutscher evangelischer Theologe
- Georg Weigel (Architekt) (1877–nach 1907), deutscher Architekt
- George Weigel (* 1951), US-amerikanischer Publizist
- Gerhard Weigel (SS-Mitglied) (1908–1998), deutscher SS-Sturmbannführer
- Gerhard Weigel (Fußballspieler) (1927–2014), deutscher Fußballspieler und Sportjournalist

### H
- Hanns-Jürgen Weigel (* 1943), deutscher Finanzwissenschaftler und Hochschullehrer
- Hans Weigel (1908–1991), österreichischer Schriftsteller
- Hans Weigel der Ältere (um 1520–1577), deutscher Briefmaler, Drucker, Holzschneider
- Hans Weigel der Jüngere († um 1590), deutscher Briefmaler, Holzschneider
- Hans-Dieter Weigel (* 1935), deutscher Autorennfahrer
- Hansjörg Weigel (1943–2020), deutscher Bürgerrechtler
- Hans-Ulrich Weigel (* 1944), deutscher Schlagertexter
- Harald Weigel (* 1952), deutscher Germanist und Bibliothekar
- Heinrich Weigel (Heimatforscher) (* 1936), deutscher Lehrer, Sprachtherapeut und Heimatforscher
- Heinrich Daniel Weigel (um 1711–1773), deutscher Goldschmied
- Heinz Weigel (Fußballspieler, 1928) (* 1928), deutscher Fußballspieler (VfR Mannheim, FV Speyer)
- Heinz Weigel (Fußballspieler, 1930) (* 1930), deutscher Fußballspieler (Alemannia 90 Berlin, Tennis Borussia Berlin, Arminia Bielefeld)
- Heinz Weigel (Ruderer) (* 1938), deutscher Ruderer
- Helene Weigel (1900–1971), österreichische Schauspielerin
- Helmut Weigel (Historiker) (1891–1974), deutscher Historiker und NS-Funktionär
- Helmut Weigel (Musiker) (1917–2020), deutscher Musiker und Festspielintendant
- Herman Weigel (* 1950), deutscher Film-Produzent und Drehbuchautor
- Hermann Weigel (1828–1887), deutscher Jurist und Politiker (NLP), MdR
- Herbert Weigel (1912–1943), deutscher Fußballspieler

### J
- Jannine Weigel (* 2000), deutsche Schauspielerin, Sängerin, Reality-TV-Teilnehmerin und Youtuberin
- Johann Adam Valentin Weigel (1740–1806), deutscher Geograph, Naturforscher und Pfarrer
- Johann Christoph Weigel (1661–1726), deutscher Kupferstecher
- Johann Christoph Weigel (Ratsherr) (1704–1777), deutscher Kaufmann und Ratsherr der Hansestadt Lübeck
- Jonas Weigel († 1663), deutscher Orgelbauer
- Julian Weigel (* 2001), deutscher Fußballspieler
- Julius Robin Weigel (* 1987), deutscher Schauspieler

### K
- Karl Weigel (Jurist) (1847–1915), deutscher Landgerichtspräsident
- Karl Weigel (Maler) (1858–1937), deutscher Porzellanplattenmaler
- Karl Christian Leberecht Weigel (1769–1845), deutscher Arzt und Hofrat
- Karl Theodor Weigel (1892–1953), deutscher Sinnbildforscher
- Katherina Weigel († 1539), Opfer der Gegenreformation in Polen
- Kurt Weigel (Ingenieur) (1901–1972), deutscher Ingenieur und Hochschullehrer
- Kurt Weigel (* 1950), deutscher katholischer Priester und Buchautor

### L
- Louise Weigel (1912–1982), US-amerikanische Eiskunstläuferin

### M
- Marc Weigel (* 1978), deutscher Politiker (FWG)
- Maren Weigel (* 1994), deutsche Handballspielerin
- Mark Weigel (* 1969), deutscher Schauspieler
- Martin Weigel (Oberbergmeister) (1555–1618), deutscher Bergmann
- Martin Weigel (Pfarrer) (1866–1943), deutscher evangelischer Geistlicher, Chronist und Heimatforscher
- Martin Weigel (Musiker) (* 1981), deutscher Rockgitarrist und -sänger
- Maximilian Weigel (Pfarrer) (1869–1947), deutscher evangelischer Geistlicher und Kirchenhistoriker
- Maximilian Weigel (1881–nach 1950), deutscher Politiker (LDPD) und Mundartdichter des Erzgebirges

- Michael Weigel (Theologe) (auch Michael Weigelius; † 1662), deutscher Theologe
- Michael Weigel (Musiker) (* 1951), deutscher Musiker

### N
- Nicolaus Weigel (um 1396–1444), deutscher Theologe und Ablasskommissar

### O
- Otto Weigel (1890–1945), deutscher Maler und Grafiker

### P
- Paul Weigel (1867–1951), deutschamerikanischer Schauspieler
- Paul Weigel (Statistiker) (1873–1929), deutscher Jurist und Statistiker
- Peter Weigel (16. Jahrhundert), Oberbürgermeister von Wetter
- Peter Weigel (Märtyrer) (1892–1937), russlanddeutscher römisch-katholischer Geistlicher und Märtyrer
- Philipp Weigel (1878–1948), deutscher Volkswirt, Heimatforscher und Mundartdichter
- Philipp Franz Weigel (1814–1895), deutsch-amerikanischer Mediziner und Revolutionär
- Philipp Jacob Weigel (1752–1826), deutscher Komponist

### R
- Richard Weigel (1854–1901), deutscher Kaufmann und Politiker
- Roland Weigel (1928–1987), deutscher Fußballspieler
- Ronald Weigel (* 1959), deutscher Leichtathlet
- Rudolf Weigel (1899–1955), deutscher Ingenieur und Hochschullehrer, Rektor der Technischen Hochschule Karlsruhe 1937–45 (seit 1930 NSDAP)
- Rudolph Weigel (auch Rudolf Weigel; 1804–1867), deutscher Verleger, Buch- und Kunsthändler

### S
- Siegfried Weigel (1927–2015), deutscher Pastor und Politiker (SPD), MdVK
- Sigrid Weigel (* 1950), deutsche Literaturwissenschaftlerin
- Susi Weigel (1914–1990), österreichische Kinderbuchillustratorin

### T
- Teri Weigel (* 1962), US-amerikanische Schauspielerin, Fotomodell und Pornodarstellerin
- Theodor Oswald Weigel (1812–1881), deutscher Verleger

### V
- Valentin Weigel (1533–1588), deutscher Schriftsteller
- Viola Weigel (* 1966), deutsche Kunsthistorikerin und Kuratorin
- Volkwin Weigel (1516–1579), deutscher Mathematiker und hessischer Leibarzt

### W
- Wenzel Weigel (1888–1979), deutscher Professor für Philosophie und Mitglied des Bayerischen Landtages
- Wilhelm Weigel (Politiker) (1821–1906), deutscher Drucker und Politiker, MdL Waldeck-Pyrmont
- Wilhelm Weigel (Architekt) (1875–1959), deutscher Architekt und Hochschullehrer